# Éghajlati övezetek
A Földön több éghajlati övezet alakult ki. Az éghajlati övezetek kialakulása természeti törvényeken alapszik, mint például a Nap sugárzási teljesítménye, a Föld keringési paraméterei (a fénysugarak beesési szöge), a légkör kémiai összetétele, a bioszféra állapota és a nagy óceáni áramlatok határozzák meg.

## Térképek

A trópusi öv
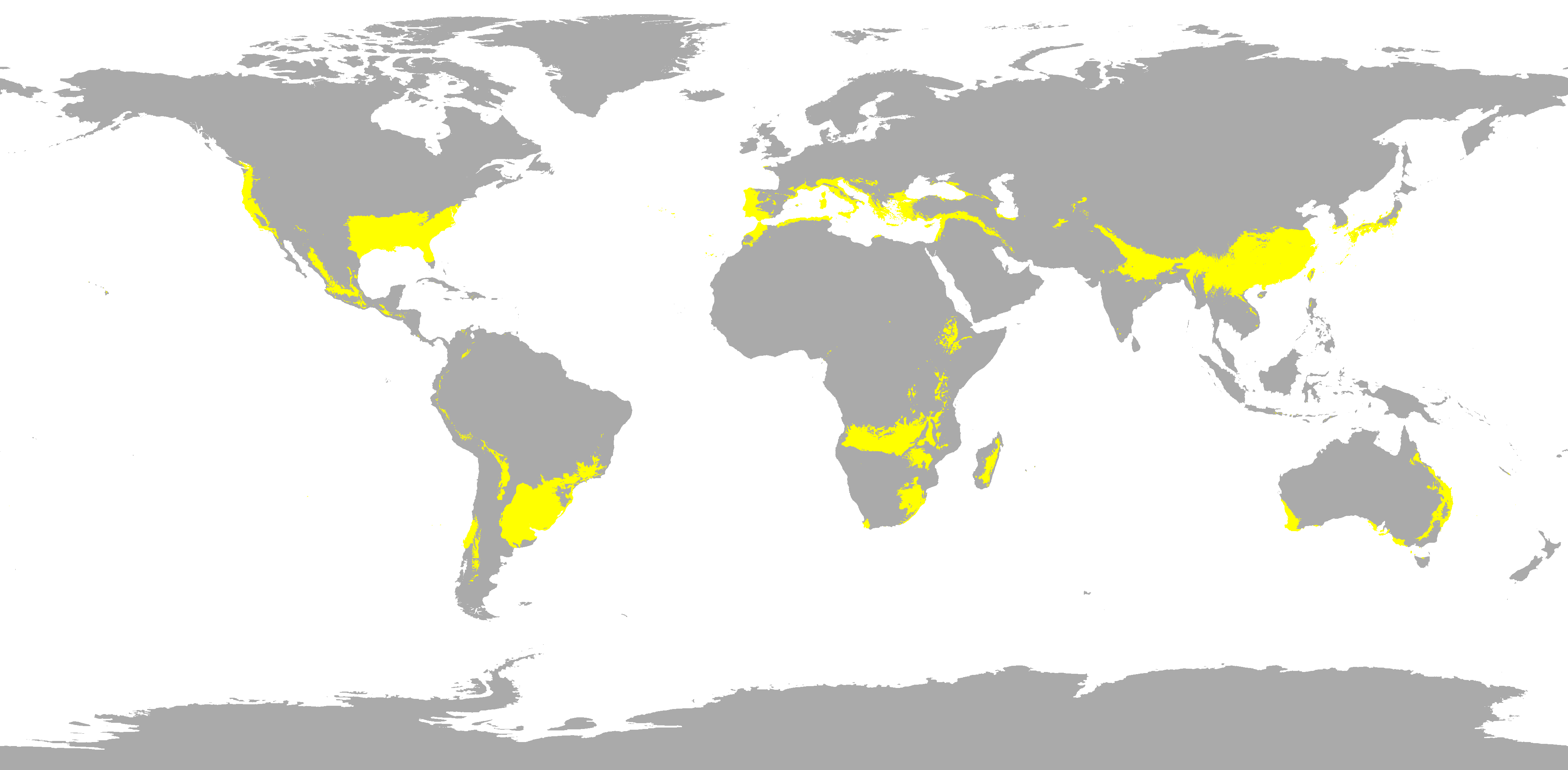
Szubtrópusok Köppen alapján
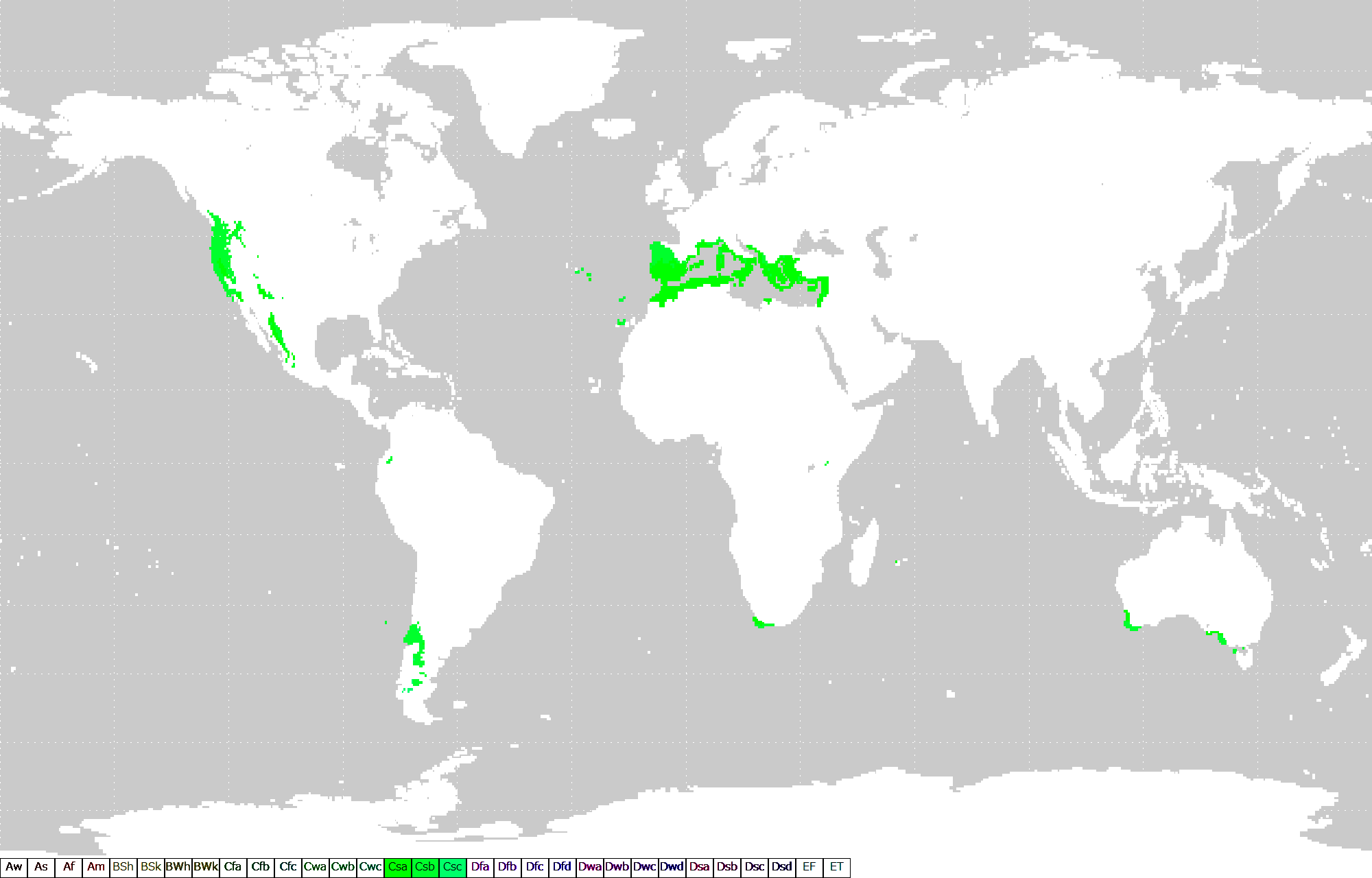
A mediterrán területek elhelyezkedése a Földön
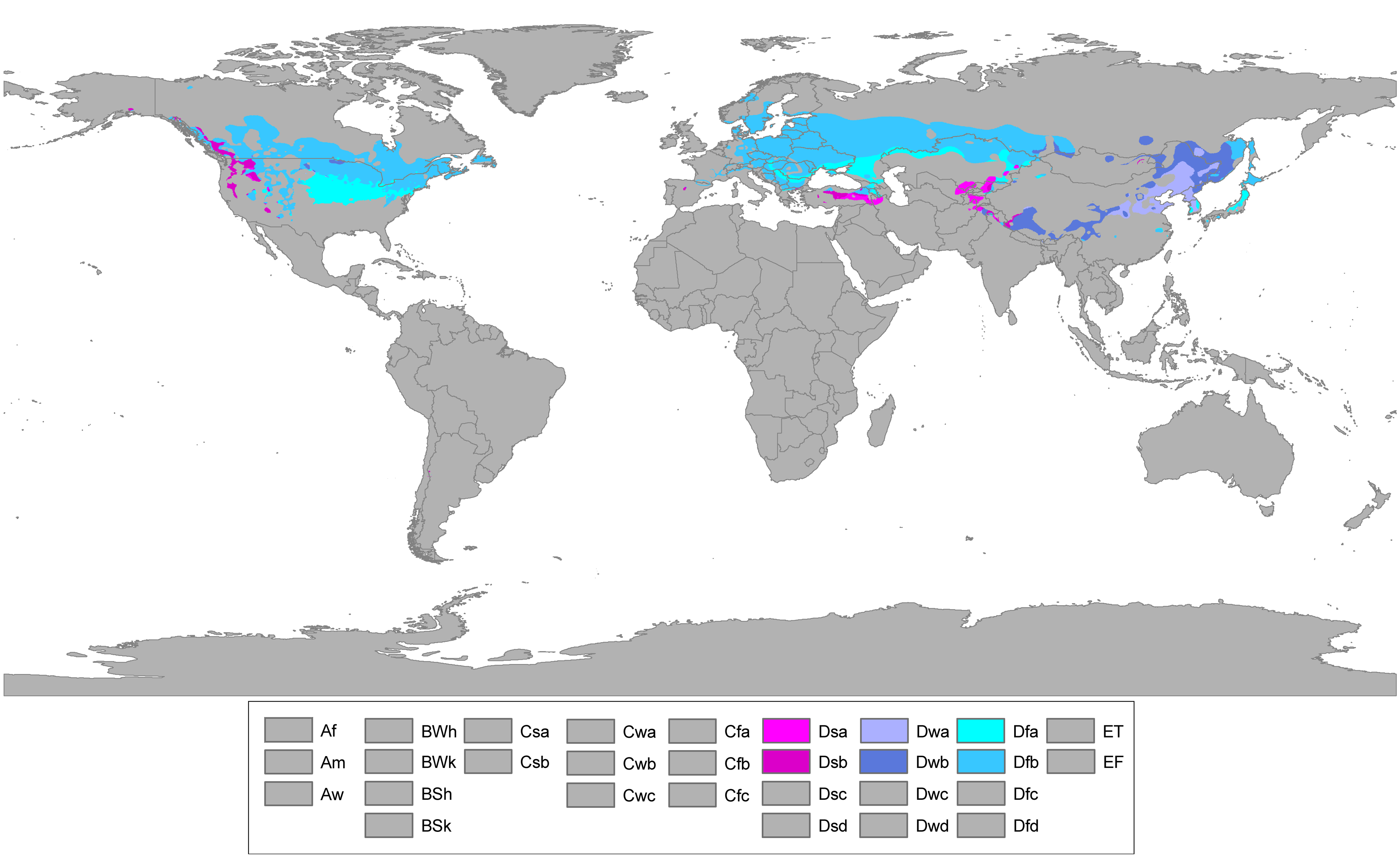
Nedves kontinentális éghajlat
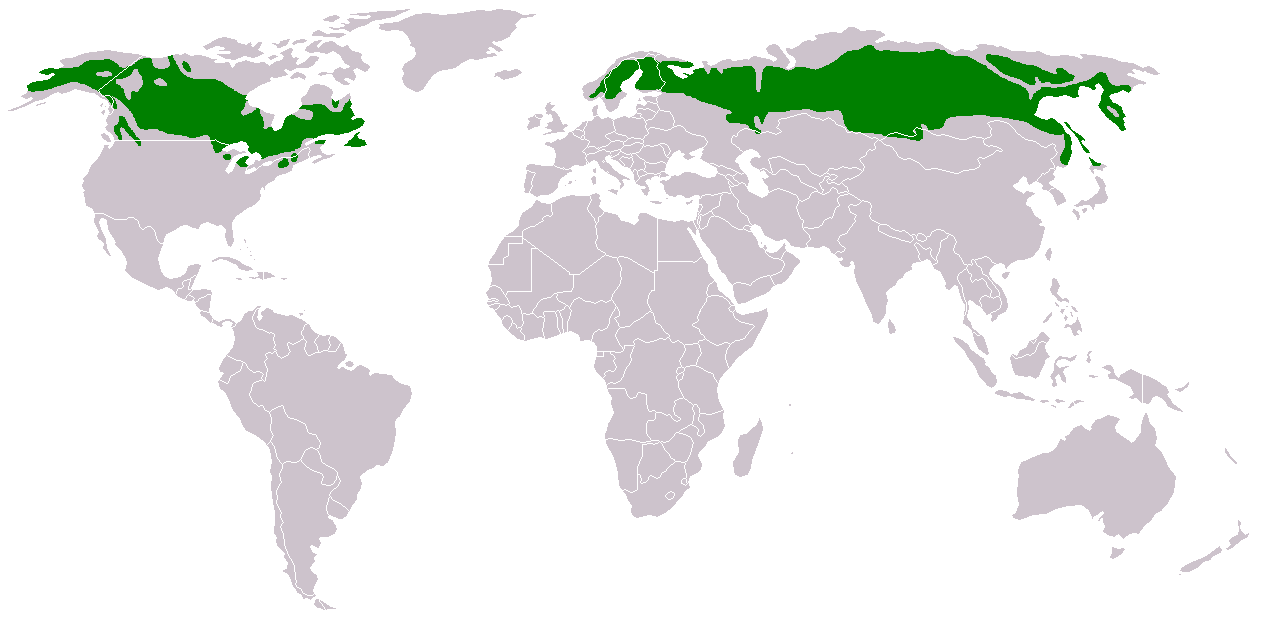
A tajgaterületek elhelyezkedése a Földön
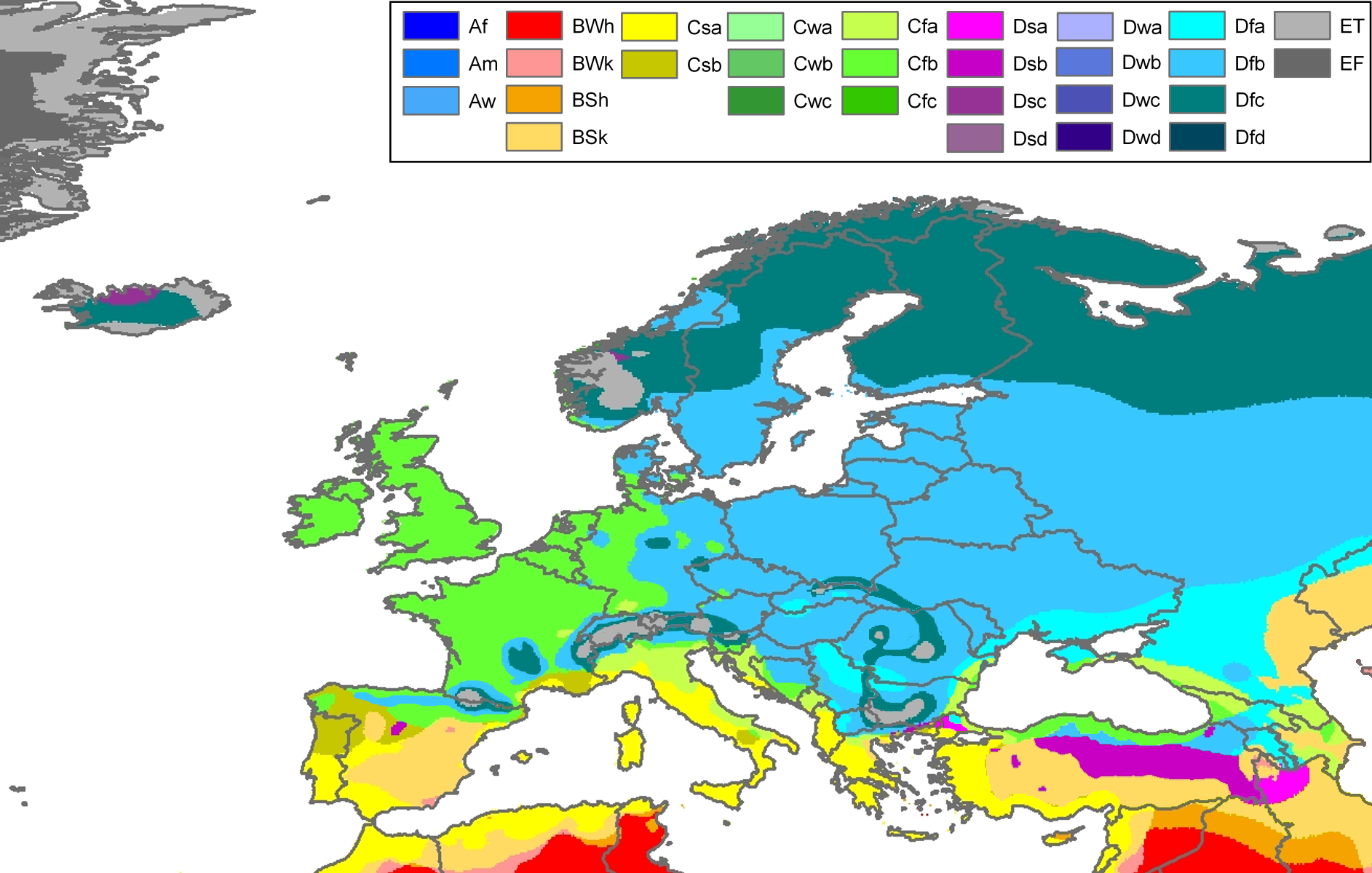
Európa éghajlati felosztása Köppen alapján

## Hideg éghajlati övezet
Az északi hideg övezet az északi sarkkör és az Északi-sark, a déli hideg öv a déli sarkkör és a Déli-sark között alakult ki, vagyis ez az övezet a sarkkörök és a sarkpontok között alakult ki. Éghajlati övei az állandóan fagyos és a tundra. Itt mérték a leghidegebbet, a Vosztok mérőállomáson, –89 °C-nál is alacsonyabb volt a hőmérséklet.
A hideg éghajlati övben a legkisebb a napsugarak beesési szöge. A sarkkörök mentén feláramlás, a sarkpontokon pedig leáramlás a jellemző. A kisugárzás felülmúlja a besugárzást, ezért az itteni területek hőháztartása energiahiánnyal jellemezhető.
A hideg éghajlati övezet jellemzői:
| Földrajzi öv | Éghajlat                      | Évi középhőmérséklet (°C ) | Évi csapadék (mm) | Jellemzők                                          |
| ------------ | ----------------------------- | -------------------------- | ----------------- | -------------------------------------------------- |
| Hideg övezet | Sarkvidéki (állandóan fagyos) | –10 és –57 között          | 10 – 200          | Kemény, hideg tél                                  |
| Hideg övezet | Sarkköri (tundra)             | 0 és –27 között            | 50 – 250          | Hosszú 10 hónapos tél, 2 hónapos hűvös, rövid nyár |

### Az állandóan fagyos éghajlat

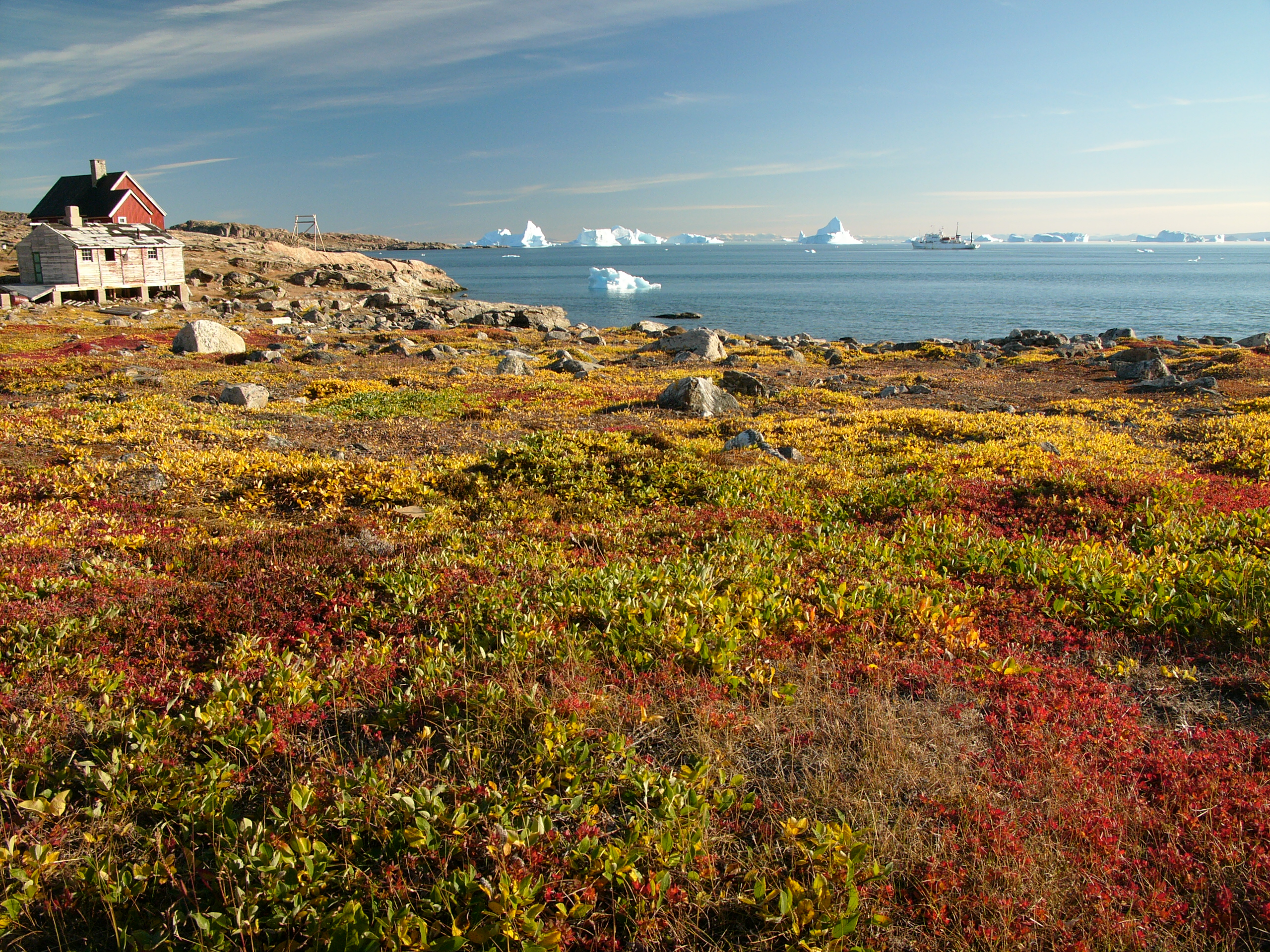
A sarkköri (tundra) éghajlat jellemző növényzete

Az állandó hó- és jégfelhalmozódás területei, jellemző a poláris jégtakarók területén. A hőmérséklet szinte soha nem megy 0 °C fölé, az évi csapadék igen kevés, és az is hó. A hőingás így is igen nagy lehet; a többnyire nyílt terep igen szeles. Magasabbrendű élőlények nem élnek rajta (csak algák jellemzőek), a jég miatt talaj nem is képződik.
Féléves nappal és féléves éjszaka a jellemző, a hosszú éjszakák miatt erősen lehűl a levegő, mivel a felszínen kisugárzás jellemző. A nappali időszakokban jellemző a felmelegedés, de csak kis mértékben. Sarki szelek a jellemzőek.

### A tundra éghajlata
A tundrán rövid, hűvös a nyár és hosszú, hideg a tél. A hőmérséklet nyáron, nappal 0 °C fölé is emelkedik, ám az évi középhőmérséklet negatív. Az évi csapadék igen kevés: 100–200 mm. Területén a legtöbb állat a tengerben él. A csapadék szinte kizárólag hó. Természetes növénytakarója a tundra.

## Mérsékelt éghajlati övezet
A mérsékelt éghajlati övezet északon az északi sarkkör és a Ráktérítő, délen a déli sarkkör és a Baktérítő között húzódik, vagyis a térítők és a sarkkörök között. A mérsékelt övben a napsugárzás beesési szöge és a besugárzás időtartama tág határok között változik. Az éghajlati elemek változékonysága nagy, illetve a ki- és besugárzás is aránytalanul oszlik el.
A mérsékelt éghajlati övezet jellemzői:
| Földrajzi öv | Éghajlat                    | Évi középhőmérséklet (°C ) | Évi csapadék (mm) | Jellemzők                           |
| ------------ | --------------------------- | -------------------------- | ----------------- | ----------------------------------- |
| Mérsékelt öv | Hideg mérsékelt             | 0 és –10 között            | 200 – 250         | Hűvös nyár, 6-9 hónapos tél         |
| Mérsékelt öv | Szélsőségesen kontinentális | 0 és 17 között             | 150 – 200         | Hideg tél, forró nyár               |
| Mérsékelt öv | Száraz kontinentális        | 0 és 17 között             | 300 – 500         | Hideg tél, meleg nyár               |
| Mérsékelt öv | Nedves kontinentális        | 0 és 15 között             | 500 – 700         | Szabályos négy évszak               |
| Mérsékelt öv | Óceáni                      | 5 és 15 között             | 800 – 2000        | Enyhe tél, hűvös nyár               |
| Mérsékelt öv | Mérsékelt övi monszun       | 10 és 22 között            | 1000 – 1600       | Meleg, esős nyár; hűvös, száraz tél |
| Mérsékelt öv | Szubtrópusi                 | 10 és 22 között            | 400 – 1000        | Forró, száraz nyár; enyhe, esős tél |

### Tajga éghajlat

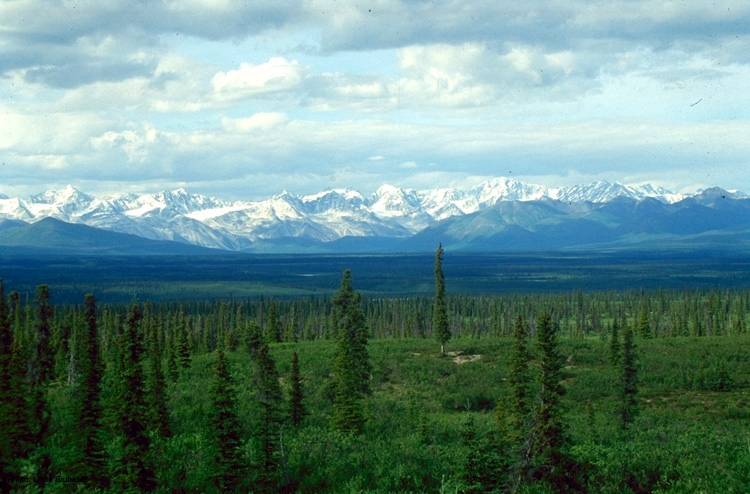
Az alaszkai tajga

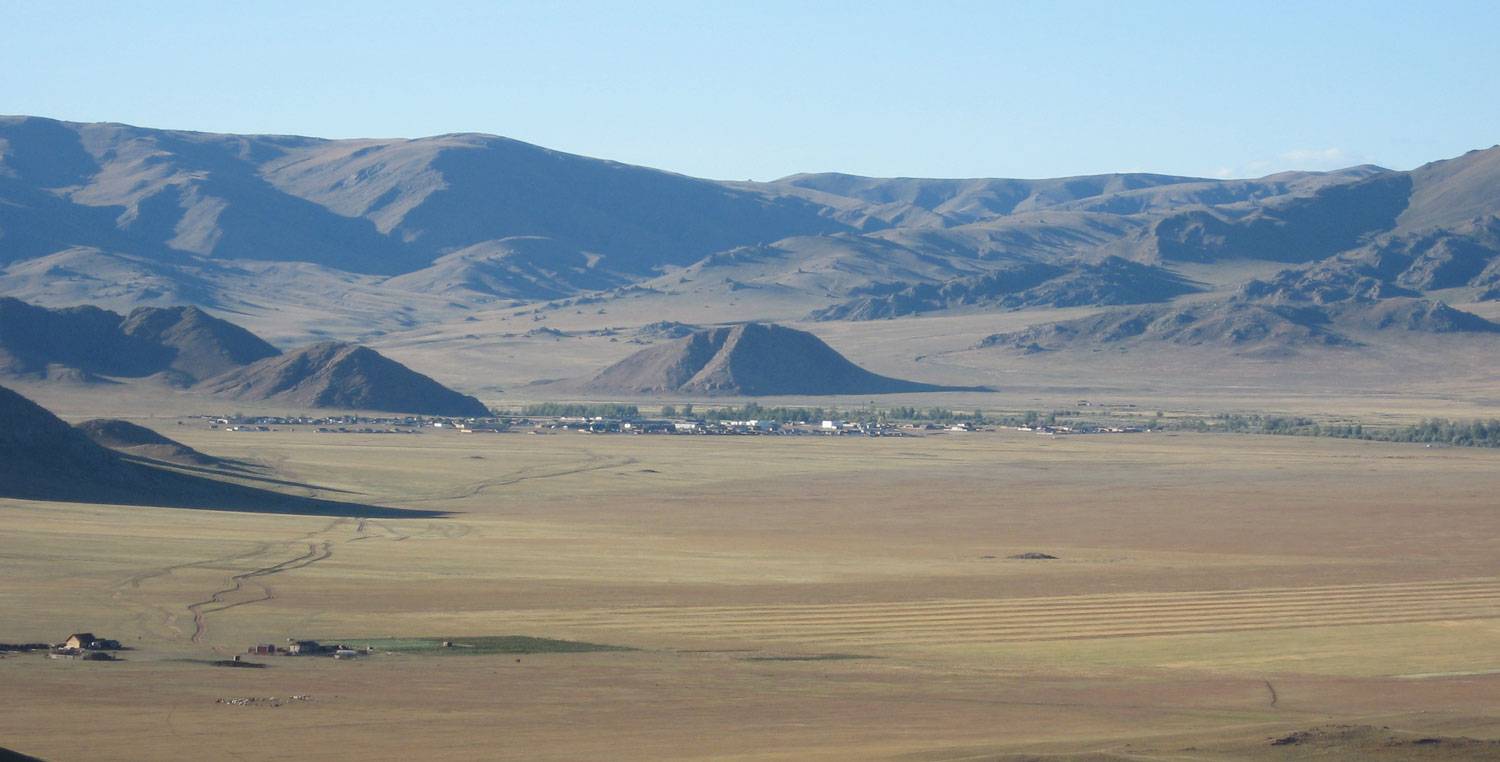
Mongólia - száraz kontinentális táj látképe

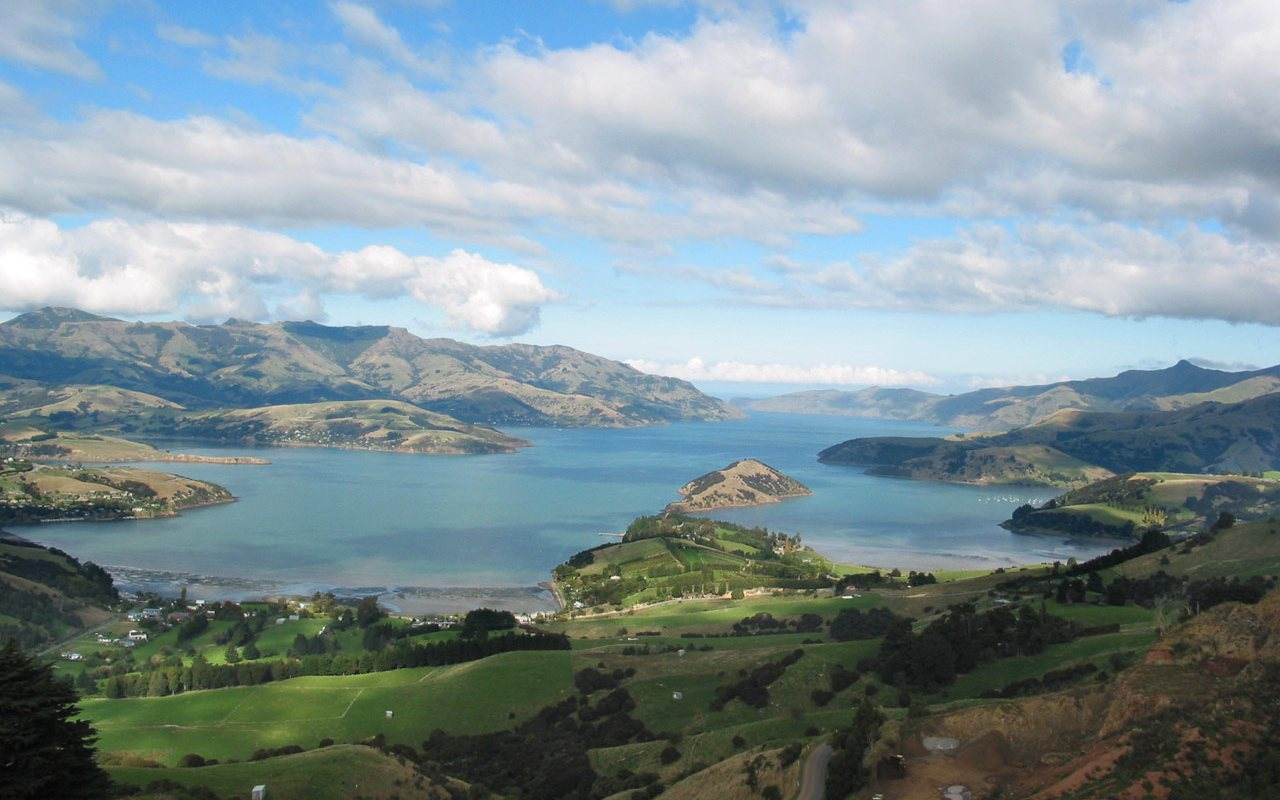
Óceáni éghajlat Új-Zélandon

Mérsékelt  szárazföldi hideg övezetnek is nevezik. Az éghajlatot főként a besugárzás mértéke alakítja. Igen alacsony a hőmérséklet, az évi középhőmérséklet 0 °C és –10 °C közötti. Két évszak alakult ki, a hosszú (5-8 hónapos) tél és rövid nyár, az átmeneti időszakok nagyon rövidek. A csapadék kevés, de a párolgás is kis mértékű, ezért nincs szárazság. Télen jellemzőek az erős szélviharok (burán, blizzard).
A folyók télen befagynak, hóolvadáskor jellemző az árvíz és a mocsarak kialakulása. A növénytakaró tűlevelű erdő, főképp lucfenyő, jegenyefenyő, vörösfenyő és erdei fenyő alkotja. Lombhullató fák is előfordulhatnak: nyír, bükk, tölgy és juhar. A talaj nagyon lassan képződik, jellemzőek a szürke podzoltalajok. Állatvilága gazdag, jellemző fajok a mókus, pocok, fajdok, énekesmadarak, cickány, hód, gímszarvas, jávorszarvas, rénszarvas, lazac, menyét, hermelin, coboly, nyest, farkas, medve, hiúz.
Sok helyen a talaj fagyott (permafroszt), így erdők ezen már nem jelennek meg, a gyökerek nem hatolnak mélyre. Jellemző lehet olvadás után a talajkúszás. A fagyott talaj főképp Szibériában jellemző, vastagsága akár 1370 m is lehet.

### Száraz kontinentális éghajlat
A száraz kontinentális területek olyan sztyeppterületek, melyek főleg Eurázsiában alakultak ki, sivatagokat ölelnek körül. Jellemző a Kárpát-medencei füves pusztákra és a közép-ázsiai sivatagok körül, Mongólia, Tibet területén.
A csapadék csupán 300– 500 mm évente, de eloszlása egyenletes. A növényzet főleg törpefüvű és magas füvű gyeptársulásokból áll. De megkülönböztethetünk még löszpusztákat, homokpusztákat, szikeseket, pusztai gyepeket és erdősztyeppeket. Talaja lehet barna erdőtalaj, szürke erdőtalaj (a lombos erdők és sztyeppek határán), csernozjom (sztyeppek területén) és gesztenyebarna talaj.

### Nedves kontinentális éghajlat
A nedves kontinentális területek a Földön a 40° szélességi körtől északra helyezkednek el. Jellemző, hogy csak az északi féltekén alakultak ki, az óceántól távolodva a kontinentális hatás egyre nő. Magyarország is ebbe az éghajlatba tartozik.
Az évi középhőmérséklet 0–15 °C, az évi hőingás 20 °C-nál nagyobb. 4 évszak van, az évi csapadékmennyiség 500–1000 mm, mely nyugatról kelet felé csökken. A folyók vízjárása ingadozó. A természetes növénytakaró lombhullató erdő, mely lehet tölgyes, bükkös, helyenként tűlevelű erdővel elegyedve.
Felszínfejlődésére jellemző, hogy a folyók munkája meghatározó, ezért a völgyhálózat sűrű. Jelentős még a mállás, valamint a karsztos formák kialakulása.

### Óceáni éghajlat
Az óceáni éghajlat az óceánok közelében, főleg az USA ÉNy-i és Kanada nyugati részén, a Brit-szigeteken, és Norvégiától Spanyolországig, illetve Új-Zélandon alakult ki, a part menti területeken. A csapadékmennyiség 800–2000 mm, egyenletes eloszlású. Gyakori a köd és a borultság, valamint állandóan fúj az óceán felől a szél. Az évi középhőmérséklet 5-12 °C. Jellemző, hogy a tél enyhe, az északi féltekén a leghidegebb hónap a február. A nyár hűvös, a legmelegebb hónap (é. f.) az augusztus-szeptember.

### Mérsékelt övezeti monszun éghajlat
A meleg-mérsékelt övhöz tartozik. A csapadék elég sok, 700–2000 mm is lehet, ami főként nyáron hullik le. Az éghajlat kialakítója a monszunszél, mely egy évszakosan váltakozó szélrendszer. A kontinensek keleti oldalán található meg, a 25°-35° szélességi körök között. Természetes növénytakarója a babérlombú erdő.
Előfordulási helyei:
- Ázsia: D- és K-Kína, Japán, Tajvan
- Afrika: kis területen D-Afrika keleti partvidékén
- Amerika: Mexikói-öböl környéke, Brazília, Uruguay
- Ausztrália: Baktérítőtől déli szélesség 37 fokig, keleti parton

A felszínformálás a trópusi monszunéhoz hasonló, nyáron a mállás, télen a fagyaprózódás jellemző. Sok üledék képződik, ezért a folyókban jelentős a hordalék mennyisége. A karbonátos kőzetekben óriási barlangrendszerek fejlődhetnek. A sok csapadék miatt podzolos talajok alakulnak ki, melyek vörös és sárga színűek.

### Mediterrán éghajlat

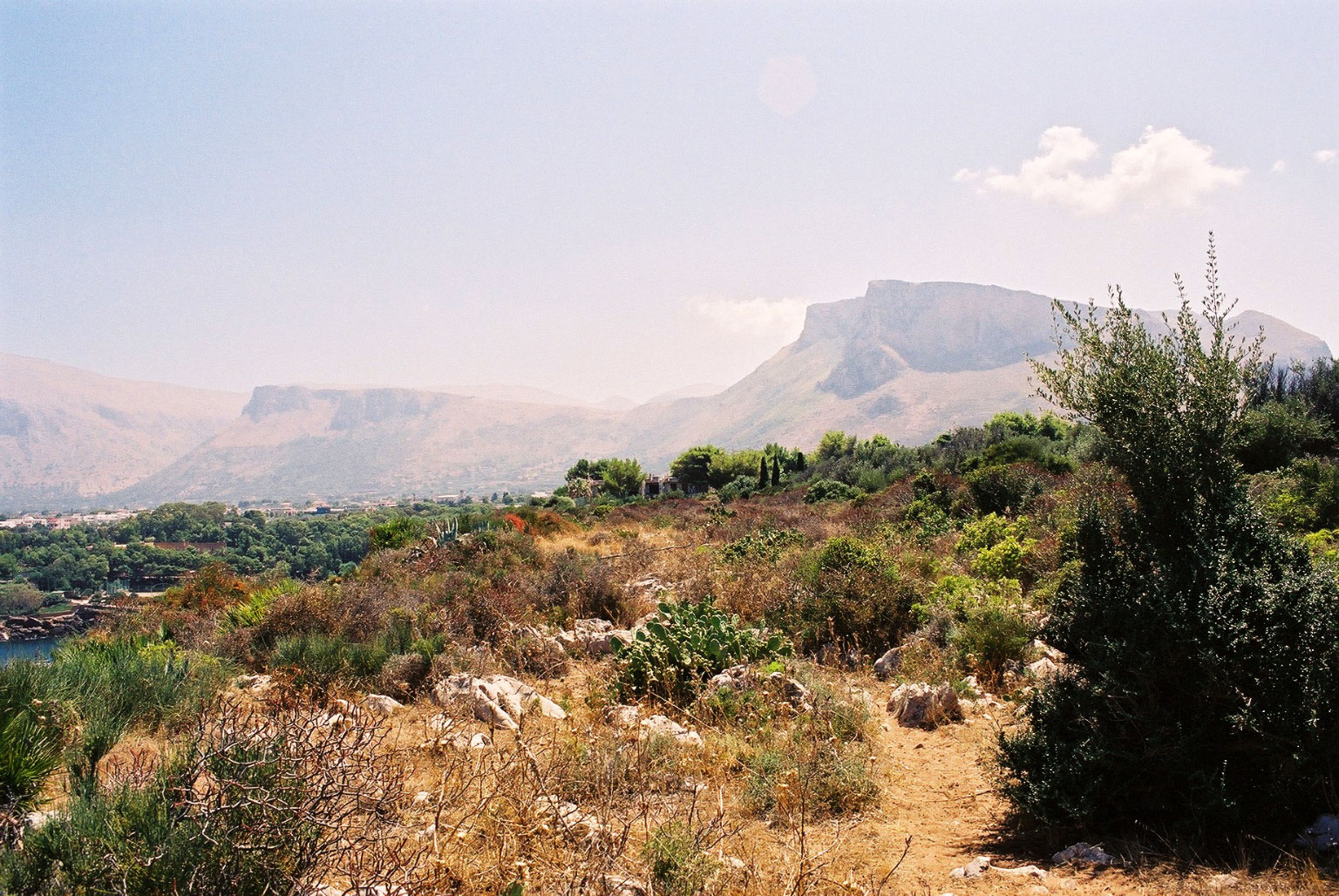
Olasz mediterrán táj, macchia növényzettel

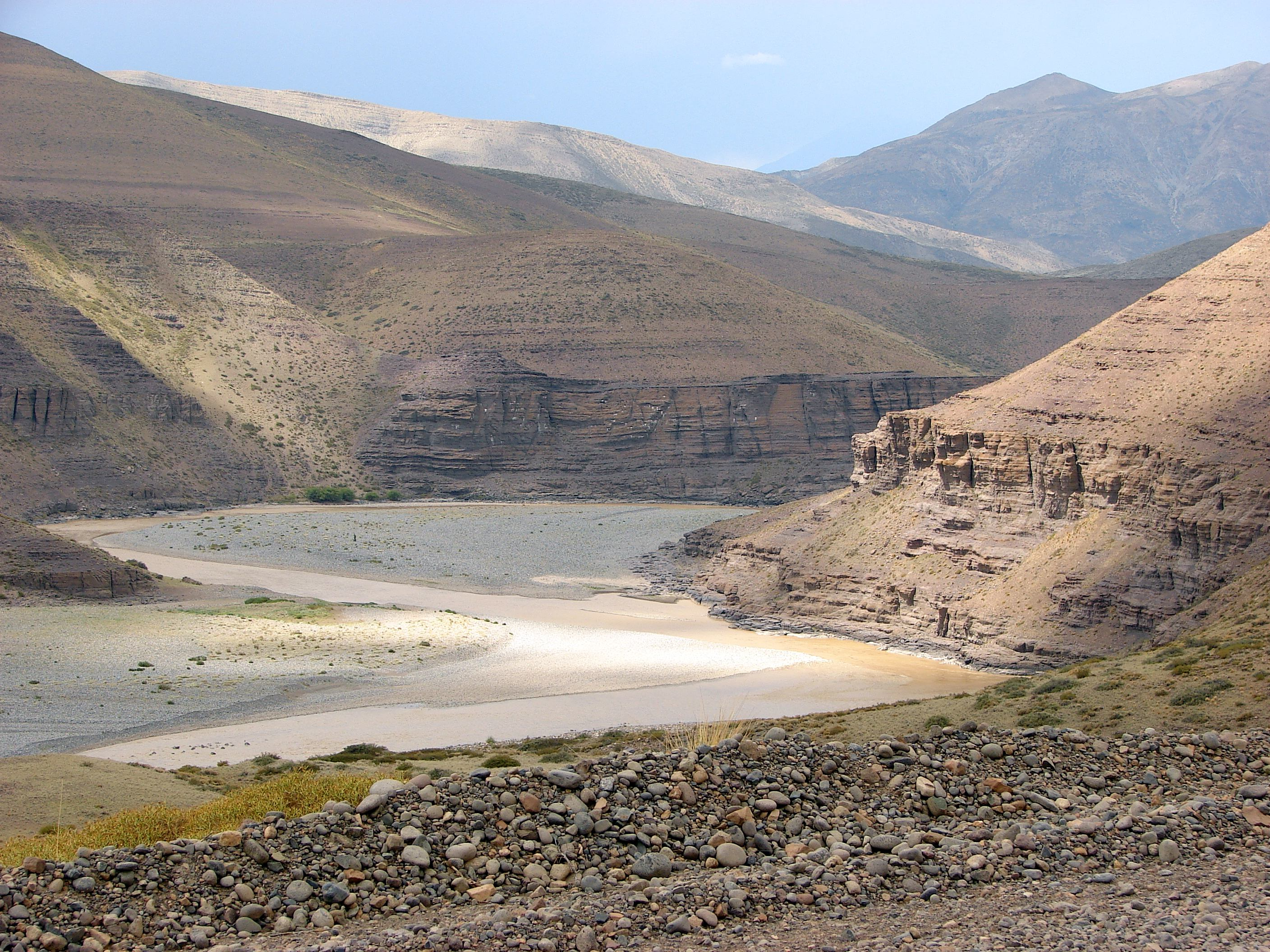
Patagónia – sivatagi látkép

Mediterrán területek az északi féltekén, a 35° és 45° szélességi fokok között találhatóak. Jellemzően a kontinensek nyugati partvidékein helyezkednek el, Eurázsiában a Földközi-tenger és melléktengerei mentén (Fekete-tenger, Kaszpi-tenger), Afrikában az Atlasz-hegység északi lábánál, Fokváros környékén, Észak-Amerikában Kalifornia területén, Dél-Amerikában Chile területén, Ausztráliában pedig a Spencer-öböl és a Vincent-öböl partvidékén.
Az évi középhőmérséklet 10-20 °C, a csapadékmennyiség 500–700 mm, maximuma ősszel van. A csapadék főleg télen hullik le, ilyenkor nyugatias, párás légtömegek érkeznek az óceán felől. Nyáron a passzát szélrendszer leszálló ága a meghatározó, az év többi részében a nyugati szelek uralkodnak. Jellemzői a viszonylag meleg tél és a meleg, száraz, 4-5 hónapos nyár.
Természetes növénytakarója a keménylombú erdő, mivel a szárazsághoz más növények nem tudnak alkalmazkodni. Régen jellemző fajok voltak a magyaltölgy, paratölgy, aleppóifenyő, pinea fenyő, ciprusfélék, illatos cserjék, valamint a mediterrán tűlevelű erdők területén a cédruserdők atlaszcédrussal, libanoni cédrussal, mamutfenyővel. Ám napjainkra az eredeti növényzet nagy része elpusztult, és helyét örökzöld bozótos vette át, macchia a szilikátos kőzeteken, garigue a karbonátos kőzeteken és a chapparal Kaliforniában.

### Mérsékelt övezeti sivatagi éghajlat
Mérsékelt övezeti sivatagok a kontinensek belsejében keletkeznek, kialakulásuknak oka az óceánoktól való nagy távolság, a medencejelleg és a kontinensek belsejében uralkodó anticiklonok hatása. Jellemző Közép-Ázsiában, a Turáni-alföldön, Takla-Makán, Góbi sivatagokban. Észak-Amerikában a Sziklás-hegységben, Dél-Amerikában pedig Patagónia területén.
Az évi középhőmérséklet 0-15 °C, az évi és a napi hőingás nagy. A csapadék 200 mm alatti. Felszínformálására jellemző, hogy nagyobb szerepet kap a fagyaprózódás és a mállás. A gleccserek törmelékkel fedettek, valamint hegylábfelszínek alakulnak ki. A talajok nagy só- és portartalmú váztalajok, jellemző a félsivatagokban az agyagásványok felhalmozódása.

## Forró éghajlati övezet
A forró éghajlati övezet a legmelegebb éghajlati övezet. Évi középhőmérséklete 20 °C-28 °C közötti. A hideggel ellentétben ennek nincs külön északi és déli része. A Baktérítő és a Ráktérítő között húzódik. Négy részre tagolható.
A forró éghajlati övezet jellemzői:
| Földrajzi öv | Éghajlat        | Évi középhőmérséklet (°C ) | Évi csapadék (mm) | Jellemzők                                                 |
| ------------ | --------------- | -------------------------- | ----------------- | --------------------------------------------------------- |
| Forró övezet | Trópusi monszun | 22 és 28 között            | 1600 – 2000       | Száraz, napos tél, forró tavasz, fülledt, csapadékos nyár |
| Forró övezet | Térítői         | 20 és 28 között            | 100 – 200         | Száraz, forró, nagy napi hőingás                          |
| Forró övezet | Átmeneti        | 23 és 28 között            | 300 – 1500        | Forró száraz és esős meleg évszak                         |
| Forró övezet | Egyenlítői      | 25 és 27 között            | 2000 – 4000       | Állandóan fülledt, forró nedves                           |

### Egyenlítői éghajlat
Itt a napsugarak beesési szöge 90°- 66,5° közötti, ezért a hőmérséklet viszonylag állandó, 25-27 °C között változik. Az évi hőingás 2,5 °C-nál is kevesebb, így a napi hőingás nagyobb, mint az évi. Egész évben csapadékos, a lehullott csapadék mennyisége a 2000 millimétert is meghaladja. Csak egy évszak alakul ki, a meleg, csapadékos és fülledt nyár. Az Egyenlítő közelében alakult ki, jellemző az Amazonas-medencében, Közép-Amerika szigetvilágában, a Kongó-medencében, Ceylon és Óceánia területein. Természetes növénytakarója az esőerdő.
A folyók vízjárása egyenletes, a vízfolyások sok vizet szállítanak, hordalékban gazdagok. Talaja gyenge tápanyagtartalmú laterittalaj, mely sárga vagy vöröses színű, mivel vas és alumínium halmozódik fel benne. A felszíne csupasz, alig borítja talaj, mivel a magas páratartalom és hőmérséklet mellett igen gyorsan elbomlik a szerves anyag, majd felületi leöblítéssel elszállítódik. Felszínfejlődésére jellemző, hogy a felszínen vastag a málladéktakaró, a lefolyás nagy, így sokszor fordul elő csuszamlás, talajfolyás. Egyes helyeken tönkfelszínek is kialakulhatnak.

### Szavanna/Átmeneti öv
Az átmeneti vagy szavanna öv a trópusi sivatagi és az egyenlítői között alakult ki, a 8° és 16° szélességi körök között. Az évi középhőmérséklet 20-27 °C, a hőingás már magasabb, elérheti az évi 10 °C-t is. A csapadék kevesebb, általában 400–800 mm között mozog. Két évszak alakult ki, a száraz és a nedves, ezek váltakozását a felszálló és leszálló légáramlatok szabják meg. 
A nedves évszakra jellemző a szélcsend, a szárazban északkeleti, délkeleti passzát a meghatározó. Természetes növénytakarója a szavanna, ennek alfajai az erdős, a ligetes  és a füves szavanna. A folyók vízjárása erősen ingadozó a csapadék egyenlőtlen eloszlása miatt.

### Trópusi sivatagi öv

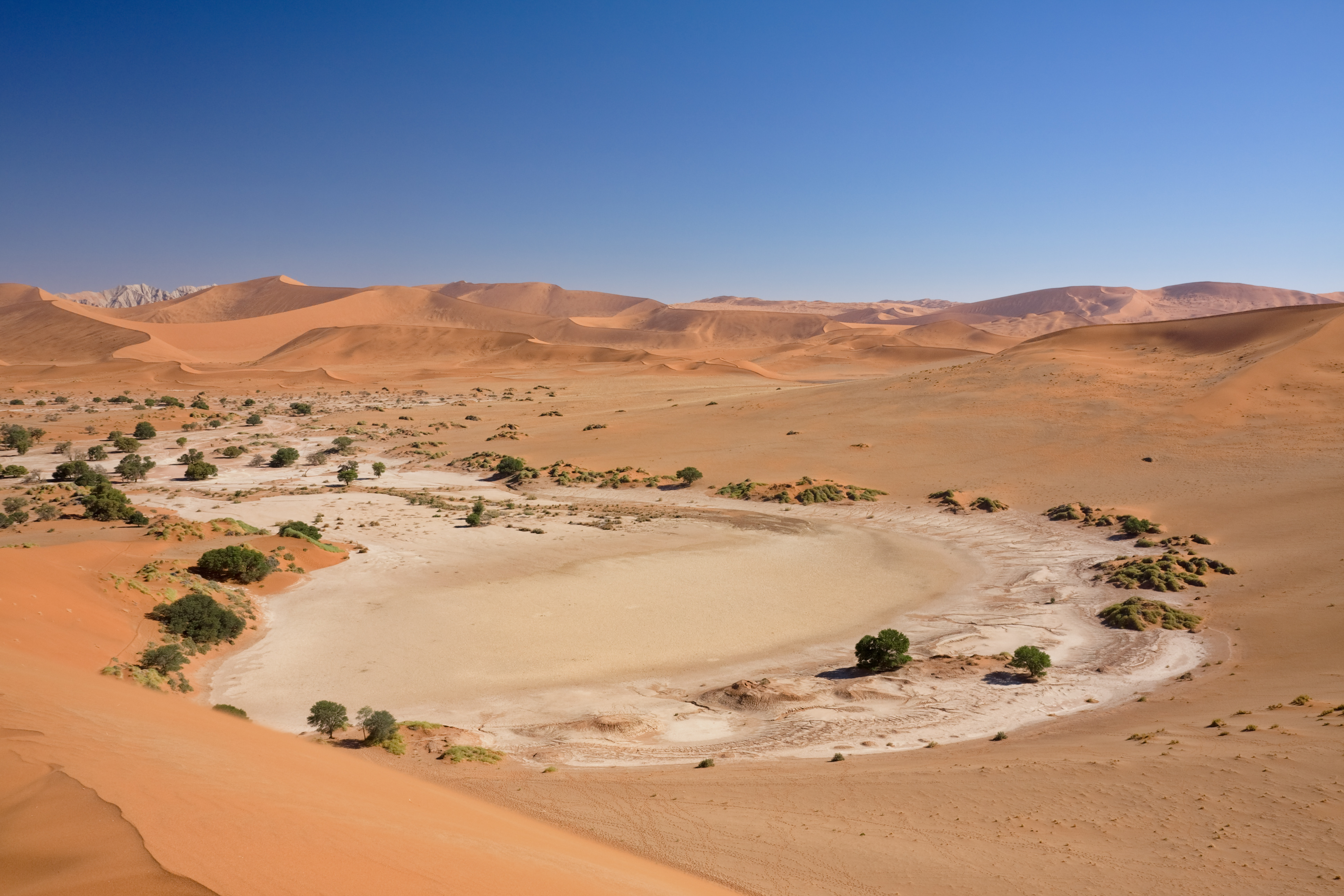
Namib-sivatag, példa a trópusi hűvös sivatagra

Az évi középhőmérséklet 20 °C felett van. A napi hőingás kimondottan nagy, akár 30-35 °C-t is elérheti. A csapadék 200 mm-nél is kevesebb, néha heves záporok jelentkezhetnek. Maga a sivatag a térítők környékén alakult ki a passzát leszálló ága miatt, jellemző területei: Arab-félsziget, Thar-sivatag, Irán és Afganisztán medencéi, Szahara, Kalahári-sivatag, Mojave-sivatag, Mexikó területe, Nagy-Viktória-sivatag, Simpson-sivatag. Kevés növény él meg ezeken a területeken, a folyók is csak időszakosak (vádik).
Különös megjelenési formája a hűvös sivatagok, melyek a dél térítők környékén alakulnak ki, hideg tengeráramlatok hatására. Jellemzően a tengerpartokon fordulnak elő. Az évi középhőmérséklet csak 14-16 °C, a csapadék itt is 200 mm kevesebb évente. Jellemző példája a Namib-sivatag és az Atacama-sivatag.
Felszínformálására jellemző a hőaprózódás, homoksivatagok és kőzetsivatagok kialakulása, dűnékkel, barkánokkal, buckákkal, homokfodrokkal, de előfordulhatnak kőtengerek, kőgombák, kőhidak is. Talajai fejletlen szerkezetű sivatagi váztalajok, szervesanyag-utánpótlás nélkül, a humusztartalom még 1%-nál is kevesebb. Sokszor előfordul sókiválás. Természetes növényzete különböző szárazságtűrő növényekből áll, az oázisokban datolya, banán, citrom és egyéb citrusfélék is megtalálhatóak.

### Trópusi monszun öv

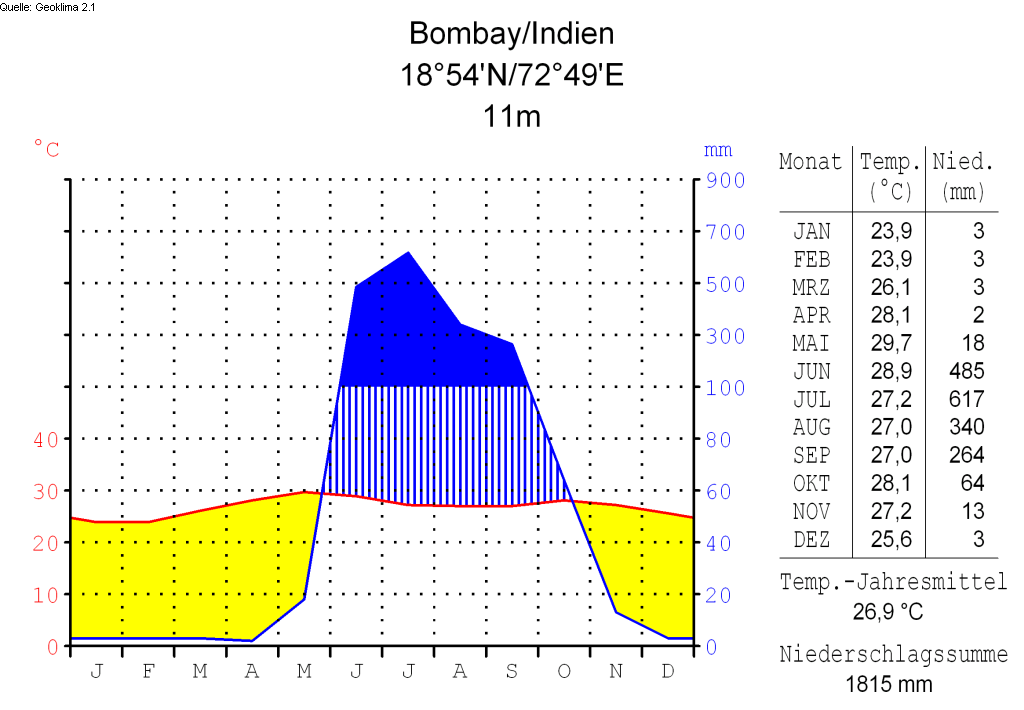
Bombay klímadiagramja, példa a trópusi monszunra

A fő éghajlat alakító tényező a monszun szélrendszer. A téli monszunszél a szibériai maximum hatására alakul ki, a nyári monszun pedig csapadékos. Főleg az indiai szubkontinensen alakult ki, jellemzője a sok csapadék. Az évi középhőmérséklet 25-28 °C között változik.
Alapvetően három évszak különíthető el:
- Tél: a téli monszun alakítja ki, december és március között jellemző, a hőmérséklet ilyenkor délebbre 19-25 °C, északon pedig 12-18 °C között változik.
- Nyárelő: szintén a téli monszun határozza meg, márciustól májusig tart. Jellemzően forró és száraz, ez a legmelegebb időszak, a hőmérséklet tartósan 30 °C felett van.
- Nyár: kialakítója a nyári monszun, jellegzetesen fülledt, meleg időszak, magas a relatív páratartalom (80-85%), és sok eső jellemzi.

A felszínformálásra jellemző, hogy a száraz évszakban a fagy okozta aprózódás, a hőtágulás jelentős. A nedvesebb, csapadékos időszakokban akár 10-30 méter vastag málladéktakaró is képződhet, tönkfelszín is kialakulhat. Jellemző formák a trópusi szigethegyek, valamint karsztformák kialakulása.
A folyók vízjárása ingadozó, jellemzőek a vízesések, zuhatagok. Talaja erősen kilúgozott, tápanyagszegény laterit talaj, mely sárga színű a benne található vas- és Al-hidroxidok miatt.

## Hegyvidéki övezetesség

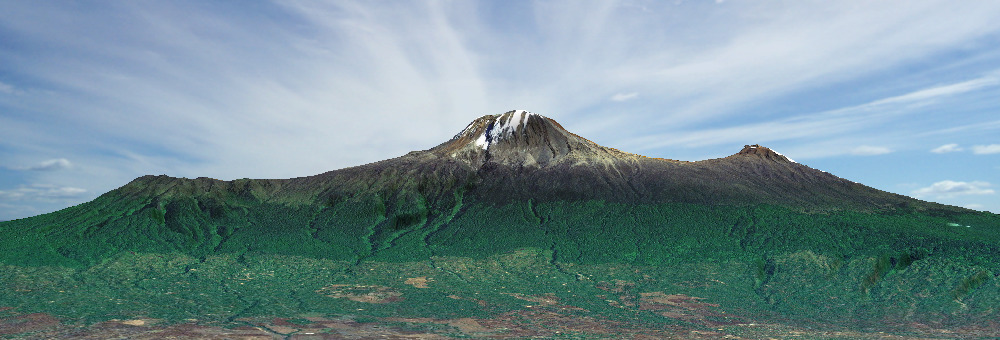
A Kilimandzsáró jellegzetes példa a hegyvidéki övezetességre

A magas hegyekben az évi középhőmérséklet 100 m-enként mintegy 0,5 °C-kal csökken; az éghajlatban és ennek megfelelően a növényzetben úgynevezett hegyvidéki övezetesség alakul ki. Ez a legteljesebben értelemszerűen az Egyenlítőhöz közeli magashegységekben (pl. Kilimandzsáró, Andok) figyelhető meg. Éghajlatai magasságonként változnak: fölfelé haladva az éghajlati, növényzeti és talajviszonyok hasonlóan változnak, mint az Egyenlítőtől a sarkok felé (értelemszerűen például a térítők sivatagainak kihagyásával). A mérsékelt övezetben a növényzeti övei: először szántó, majd lombhullató erdők, utána fenyőerdők, majd hegyvidéki rét és cserjék, végül mohák, zuzmók, és kopár sziklák.

## Egyéb osztályozás

### Köppen-féle
A Köppen-féle felosztás a hőmérséklet és a csapadék alakulásából indul ki. A felosztása ez alapján öt nagy övet és azokon belül további alosztályokat különít el. 

### Trewartha-féle
A Trewartha-féle osztályozás nagyobb súlyt helyez a minőségi különbségekre, ezért a Köppen-féle rendszernél rugalmasabb, bár azzal sok hasonlóságot mutat.
Ez az osztályozás a következő éghajlatokat különbözteti meg :
- Trópusi nedves éghajlatok
  - Trópusi esőerdő
  - Szavanna
- Száraz éghajlatok
  - Alacsony földrajzi szélességek sivatagi éghajlata
  - Alacsony földrajzi szélességek sztyepp éghajlata
  - Közepes földrajzi szélességek sivatagi éghajlata
  - Közepes földrajzi szélességek sztyepp éghajlata
- Meleg-mérsékelt éghajlatok
  - Mediterrán vagy száraz nyarú
  - Nedves szubtrópusi
  - Enyhe tengerparti
- Hűvös éghajlatok
  - Kontinentális éghajlat hosszabb meleg évszakkal
  - Kontinentális éghajlat rövidebb meleg évszakkal
  - Szubarktikus éghajlat
- Sarkvidéki éghajlatok
  - Tundra éghajlat
  - Állandó jégtakaró éghajlata
- Magashegységi éghajlatok
  - Trópusok magashegységi éghajlata
  - Közepes földrajzi szélességek magashegységi éghajlata